# Rio de Janeiros storstadsregion

Rio de Janeiros storstadsområde

Rio de Janeiros storstadsregion (portugisiska: Região Metropolitana do Rio de Janeiro eller Grande Rio) är ett storstadsområde i Brasilien och består av 22 kommuner. Den ligger i kommunen Rio de Janeiro och delstaten Rio de Janeiro, i den sydöstra delen av landet, 900 km sydost om huvudstaden Brasília. Med 13 005 430 invånare 2018 är det det näst största storstadsområdet i Brasilien (efter São Paulos storstadsområde), det tredje största i Sydamerika och det 20:e största i världen.

## Kommuner
| Kommun               | Folkmängd Uppskattning 2018 | Area (km²) | Befolkningstäthet (invånare/km²) | BNP (R$) (2013)  | HDI (2010)        |
| -------------------- | --------------------------- | ---------- | -------------------------------- | ---------------- | ----------------- |
| Rio de Janeiro       | 6 688 927                   | 1 199,828  | 5 574,90                         | 282,5 miljarder  | 0,799 högt        |
| São Gonçalo          | 1 077 687                   | 247,709    | 4 350,62                         | 14 miljarder     | 0,739 högt        |
| Duque de Caxias      | 914 383                     | 467,620    | 1 955,40                         | 25,1 miljarder   | 0,711 högt        |
| Nova Iguaçu          | 818 875                     | 519,159    | 1 577,31                         | 13,2 miljarder   | 0,713 högt        |
| Niterói              | 511 786                     | 133,916    | 3 821,69                         | 19,9 miljarder   | 0,837 mycket högt |
| Belford Roxo         | 508 614                     | 77,815     | 6 536,19                         | 6,3 miljarder    | 0,684 medium      |
| São João de Meriti   | 471 888                     | 35,216     | 13 399,82                        | 6,5 miljarder    | 0,719 högt        |
| Petrópolis           | 305 687                     | 791,144    | 386,39                           | 9,5 miljarder    | 0,745 högt        |
| Magé                 | 243 657                     | 388,496    | 627,18                           | 3 miljarder      | 0,709 högt        |
| Itaboraí             | 238 695                     | 430,374    | 554,62                           | 5 miljarder      | 0,700 högt        |
| Mesquita             | 175 620                     | 41,477     | 4 234,15                         | 1,8 miljarder    | 0,737 högt        |
| Nilópolis            | 162 269                     | 19,393     | 8 367,40                         | 2,5 miljarder    | 0,753 högt        |
| Maricá               | 157 789                     | 362,571    | 435,19                           | 7,1 miljarder    | 0,765 högt        |
| Queimados            | 149 265                     | 75,695     | 1 971,93                         | 3,6 miljarder    | 0,680 medium      |
| Itaguaí              | 125 913                     | 274,433    | 458,81                           | 7 miljarder      | 0,715 högt        |
| Japeri               | 103 960                     | 81,869     | 1 269,83                         | 0,9998 miljarder | 0,659 medium      |
| Seropédica           | 86 743                      | 283,766    | 305,68                           | 1,8 miljarder    | 0,713 högt        |
| Rio Bonito           | 59 814                      | 465,455    | 128,51                           | 1,3 miljarder    | 0,772 högt        |
| Guapimirim           | 59 613                      | 360,766    | 165,24                           | 0,721 miljarder  | 0,700 högt        |
| Cachoeiras de Macacu | 58 560                      | 953,801    | 61,40                            | 1,05 miljarder   | 0,752 högt        |
| Paracambi            | 51 815                      | 179,772    | 288,23                           | 0,6 miljarder    | 0,720 högt        |
| Tanguá               | 33 870                      | 145,503    | 232,78                           | 0,456 miljarder  | 0,654 medium      |
| Totalt               | 13 005 430                  | 7 535,778  | 1 725,82                         | 413,93 miljarder |                   |

Runt regionen är det i huvudsak tätbebyggt.